# Leonhard von Völs
Leonhard von Völs (1458 o 1459 – 1530) è stato un politico e militare austriaco, uno dei più prestigiosi proprietari del Castello di Presule nelle vicinanze di Bolzano.

## Biografia

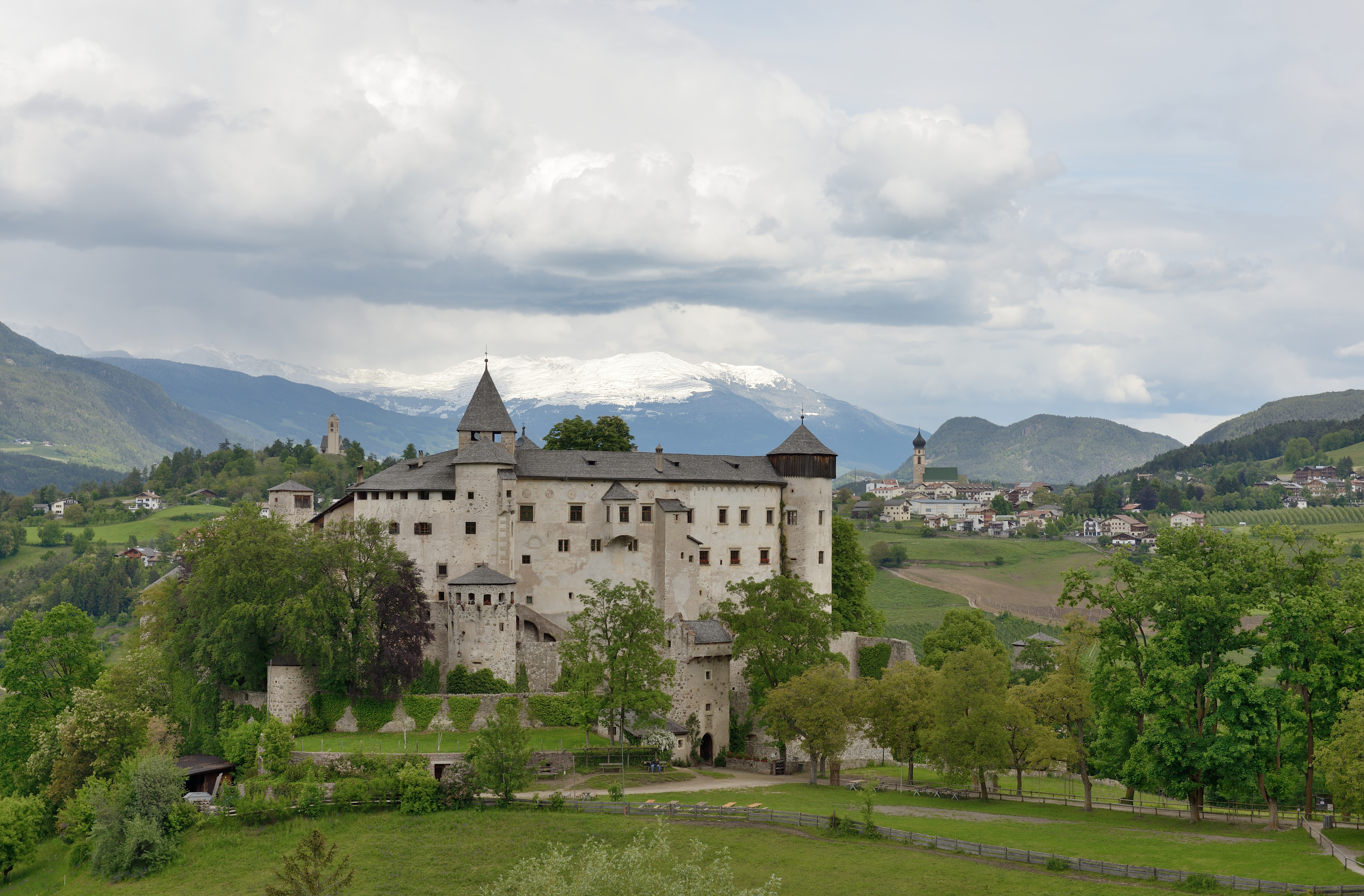
Castel Prösels-Presule con Fiè allo Sciliar sullo sfondo

Nacque da Kaspar von Völs e Dorothea von Weinegg, vivendo in un momento vivace di vita politico-militare, ma avendo anche una brillante ascesa.
Tra il 1490 al 1501 Leonhard fu anche esattore imperiale della miniera di sale di Hall in Tirol. Nel 1499 riuscì a distinguersi nella guerra nella valle dell'Inn, e nella Guerra della Lega di Cambrai contro Venezia (1508–1516), fino a ricoprire la carica di Capitano all'Adige (Landeshauptmann an der Etsch) e di Burgravio del Tirolo.
Nel primo Cinquecento fu uno dei maggiori responsabili della repressione della rivolta contadina del 1525 nonché della brutale caccia alle streghe, ovvero della persecuzione di donne sospettate di compiere sortilegi e malefici, tant'è che nella storiografia più recente fu inquadrato quale prototipo di «warlord» regionale.